# 大崎市
大崎市（日语：／ Ōsaki shi */?）是位於日本宮城縣西北部的市，其人口數在縣內排名第三，面積則位居縣內第二。轄區東部地處大崎平原的中心位置，江合川與鳴瀨川流經市內並往東流，當地人口則集中在古川車站周圍的市中心地區。由於當地交通相當便利，市內也設有許多國家、地方的行政機關與高等教育機構，使大崎市成為宮城縣北部的交通樞紐和重要的行政、工業與商業據點。
當地的重點產業為以稻作為中心的農業，同時也以位於西北部的鳴子溫泉鄉而聞名，每年吸引約200萬的旅遊到訪，是日本國內著名的觀光地之一。而大崎市也保有鳴子木芥子與鳴子漆器等傳統工藝。

## 地理
大崎市境內約53.9%的面積被森林覆蓋，23.5%的土地為農業用地。轄區呈東西狹長狀，東部地處大崎平原中心的低地與丘陵地帶，西北部坐落著須金岳、軍澤岳等山，東北部為與加護坊山和篦岳山相連的丘陵地帶。西北部的鳴子溫泉鄉位於栗駒國定公園的範圍內。位於東北部的蕪栗沼與周邊水田，以及位於北部的化女沼則皆為登記在濕地公約的重要濕地。發源於船形山的鳴瀨川與發源自荒雄岳的江合川為流經市內的主要河川，多田川，鶴田川，田尻川，舊迫川等河也流經大崎市。

### 氣候
大崎市5月受到氣壓影響容易出現焚風。6月至7月因梅雨鋒面停滯，使當地的降雨量增加，由山背引起的低溫現象也會持續較久。山區的降雪量在12月至隔年2月有時會超過10公尺，平原地帶則較為乾燥且受到強風吹拂。西北部的鳴子溫泉地區則屬於特別豪雪地帶。

## 歷史
大崎市自舊石器時代便有人類居住，市内也發掘出許多繩紋時代的遺跡和古墳時代的古墳，如位於田尻地區，被指定為史跡的中澤目貝塚等遺構；而惠比須田遺跡則出土過被指定為日本國寶的遮光器土偶。奈良時代至平安時代，日本朝廷在當地興建名生館官衙與新田柵（城柵），作為在大崎地區的政府機關和軍事據點。而名生館官衙的遺跡則於近代被指定為日本的史跡。
室町時代，屬於足利氏一族的大崎氏擔任奧州探題一職，並統治著奧州在內的廣大領地。天正19年（1591年），伊達政宗因豐臣秀吉實施奧州仕置，而從米澤城移居至境內的岩出山城。慶長8年（1603年），伊達政宗移居至仙台城，並將其四子伊達宗泰（岩出山伊達家的家祖）與松山茂庭氏等伊達氏的重臣留在岩出山城。伊達氏的家臣在當地進行街道的整建與田地開發，奠定大崎市作為重點產業的農業基礎。而以伊達宗泰為首的岩出山伊達家也在江戶時代加深與京都冷泉氏的交流。
平成18年（2006年）3月31日，古川市與松山町、三本木町、鹿島台町、岩出山町、鳴子町和田尻町合併成現今的大崎市。2011年3月11日的東日本大震災則在大崎市引發震度6強的地震，並造成7人死亡、596棟房屋與326棟非住宅建築全毀。

## 行政
現任市長伊藤康志於2022年4月在選舉中第4次成功連任，其任期將持續至2026年4月。

## 經濟
根據日本2015年的國勢調查統計，大崎市的就業人口中有8.2%從事第一級產業，29.4%的就業人口從事第二級產業，60.2%的就業人口則從事第三級產業。當地的重點產業為以種植稻作為中心的農業。位於市內的「大崎耕土」因具備支持永續農業的水管理系統，於2017年被聯合國糧食及農業組織認定為全球重要農業文化遺產。當地也保留著鳴子木芥子與鳴子漆器等傳統工藝。

## 教育
大崎市内共有19所小學校、11所中學校、9所高等學校與1所短期大學（宮城誠真短期大學）。根據2023年的統計，市內的小學校共有5893名學生，中學校共有1651名學生，高等學校共有3727名學生，短期大學則共有92名學生。

## 交通
國道4號、國道47號、國道108號與東北自動車道等道路通過大崎市，而東北自動車道在市內設置長者原智慧型交流道、古川交流道與三本木智慧型交流道。鐵路方面，東日本旅客鐵道的東北新幹線、東北本線和陸羽東線通過大崎市，其中古川車站為東北新幹線和陸羽東線共構的車站。東北本線在東部地區設置田尻車站、鹿島台車站與松山町車站，陸羽東線則在西北部地區設置塚目車站、西大崎車站、岩出山車站、鳴子御殿湯車站、中山平溫泉車站等共13站。

## 姐妹城市
大崎市與以下日本城市為友好姐妹城市:
| 城市           | 都道府縣 | 締結日期       |
| -------------- | -------- | -------------- |
| 黑部市         | 富山縣   | 2021年11月15日 |
| 台東區         | 東京都   | 1984年1月14日  |
| 港南區(橫濱市) | 神奈川縣 | 1991年3月25日  |
| 酒田市         | 山形縣   | 1982年7月9日   |
| 宇和島市       | 愛媛縣   | 1999年3月27日  |
| 當別町         | 北海道   | 2000年10月12日 |
| 遊佐町         | 山形縣   | 1992年12月30日 |
| 田尻町         | 大阪府   | 1991年12月10日 |

大崎市與以下國外城市為友好姐妹城市:
| 國家           | 城市                   | 締結日期       |
| -------------- | ---------------------- | -------------- |
| 美国           | 米德爾敦（俄亥俄州）   | 1990年10月18日 |
| 美国           | 都柏林（喬治亞州）     | 1998年5月29日  |
| 中华人民共和国 | 鄭州市金水區（河南省） | 1994年7月19日  |